# بخش باتلر، شهرستان اوتر تیل، مینه سوتا
بخش باتلر (به انگلیسی: Butler Township) یک منطقهٔ مسکونی در ایالات متحده آمریکا است که در شهرستان اوتر تیل، مینه‌سوتا واقع شده‌است.
 بخش باتلر ۹۲٫۹ کیلومتر مربع مساحت و ۳۱۵ نفر جمعیت دارد و ۴۴۳ متر بالاتر از سطح دریا واقع شده‌است.